# Schoonouwen
Schoonouwen (51° 58′ N, 4° 48′ L) é uma cidade dos Países Baixos, na província de Holanda do Sul. Schoonouwen pertence ao município de Krimpenerwaard, e está situada a 8 km sudeste de Gouda.
A área de Schoonouwen, que também inclui as partes periféricas da cidade, bem como a zona rural circundante, tem uma população estimada em 160 habitantes.